# Раттенкірхен
Раттенкірхен (нім. Rattenkirchen) — громада в Німеччині, розташована в землі Баварія. Підпорядковується адміністративному округу Верхня Баварія. Входить до складу району Мюльдорф. Складова частина об'єднання громад Гельденштайн.
Площа — 19,87 км2. Населення становить 1003 ос. (станом на 31 грудня 2020).